# برنارد هورکد
برنارد هورکد (به فرانسوی: Bernard Hourcade) (متولد ۱۹۴۶) جغرافی‌دان اهل فرانسه است که تخصصش در مورد ایران است. او اکنون محقق بازنشسته و مدیر مرکز CNRS در تیم تحقیقاتی "دنیای ایرانی و هندی" است. او مدیر انجمن فرانسوی تحقیقات در ایران از سال ۱۹۷۸ تا ۱۹۹۱ بوده‌است. آثار او متمرکز بر جغرافیای سیاسی و اجتماعی ایران، شامل تهران است. او نویسنده "ژئوپلتیک ایران"، "ایران در قرن بیستم بین ناسیونالیسم، اسلام و جهانی‌سازی "، "ایران، هویت نو در جمهوریت" است. او همچنین چاپ کتاب اطلس ایران و اطلس متروپلیس تهران را هدایت کرده‌است.